# Barrio Granada (Alicante)
El Barrio Granada es un núcleo de población de la entidad singular de población de la Cañada del Fenollar en Alicante (España). Pese a que pertenece a Alicante, popularmente es considerado un barrio de San Vicente del Raspeig por su cercanía y los lazos de sus habitantes con este municipio.

## Historia
El Barrio Granada nació en los años 60 del siglo XX. Los primeros asentamientos fueron de vecinos procedentes del municipio de Cuevas del Campo y también de otros de la provincia de Granada, que buscaban trabajo en la agricultura o en la construcción. Andando el tiempo, fueron apareciendo casas y terminó formándose un barrio con identidad propia. Por la procedencia de sus pobladores pasó a conocerse como Barrio Granada.

## Descripción general
Cercano al cementerio municipal de San Vicente del Raspeig, el Barrio Granada está formado por varias decenas de viviendas de una o dos plantas y cuenta tan solo con dos calles principales, conocidas bajo el nombre "de Ancha" y "de las Flores", una de ida y otra de vuelta, atravesadas por otro par de callejuelas. Existe un campo de fútbol sala de tierra con porterías de fútbol 7. Granada celebra sus fiestas en agosto.

## Desatención de Alicante
El barrio es únicamente residencial, carece de cualquier servicio tanto ciudadano como comercial. Por lo que atañe al urbanismo, carece de numerosos elementos como son rejillas, vados y pasos peatonales, fuentes de agua potable, papeleras, bolardos y teléfonos públicos. Además cuenta con tramos de acera en mal estado y elementos que invaden la banda libre peatonal de algunos itinerarios. Los niños y jóvenes del barrio tienen asignada la educación infantil y la primaria en el colegio Azorín de San Vicente del Raspeig debido a su lejanía con Alicante. Asimismo, en relación con la sanidad, los residentes acuden al centro de salud de San Vicente del Raspeig. Lo mismo sucede con el servicio de reparto de Correo postal que es atendido en esa localidad. Además de las reclamaciones de sus vecinos, también alguna formación política ha solicitado mejoras y atención al barrio. Por otra parte, hay vecinos del Barrio Granada que han contemplado la segregación de Alicante para solicitar la anexión a San Vicente del Raspeig.